# Masahiko Nakagawa
Masahiko Nakagawa (中河 昌彦 Nakagawa Masahiko?), född 26 augusti 1969 i Osaka prefektur, är en japansk före detta fotbollsspelare.
Nakagawa började sin karriär 1992 i Yokohama Flügels. Efter Yokohama Flügels spelade han för Yokohama Marinos, Kyoto Purple Sanga och Nagoya Grampus Eight. Han avslutade karriären 2002.